# The Other Side of the Hedge
The Other Side of the Hedge è un cortometraggio muto del 1905 diretto da Lewin Fitzhamon.

## Trama
Una giovane coppia si trova a un picnic insieme ad uno chaperon. I due, che vorrebbero appartarsi, approfittano del sonnellino del loro accompagnatore per escogitare un trucco.

## Produzione
Il film fu prodotto dalla Hepworth.

## Distribuzione
Distribuito dalla Hepworth, il film - un cortometraggio di due minuti - uscì nelle sale cinematografiche britanniche nel gennaio 1905. Negli Stati Uniti, venne distribuito dall'American Mutoscope & Biograph Company nel 1904. Venne usato anche il titolo Over the Hedge. In Ungheria, il film è conosciuto come A sövény másik oldalán.
Copia della pellicola è conservata negli archivi della Library of Congress.
Il corto fa parte del quinto volume di un'antologia USA sul cinema muto dal titolo The Movies Begin (1894-1913) distribuita dalla Kino International per un totale di 414 minuti che comprende altri cortometraggi ancora esistenti della Hepworth, il famoso Rescued by Rover del 1905, How It Feels to Be Run Over (1900), Explosion of a Motor Car (1900) e That Fatal Sneeze (1907).